# Литературно списание
Литературното списание е периодично печатно издание, посветено на литературата в широк смисъл.
Литературните списания обикновено публикуват кратки разкази, поезия и есета, както и литературна критика, рецензии на книги, биографични профили на автори, интервюта и писма.
Литературното списание е публикация, която се фокусира върху творческото писане. То може да бъде отпечатано или да бъде публикувано онлайн и да бъде свързано с университет или независима преса. Финансирането им обикновено идва от месечни или годишни абонаменти за четене.
Литературните списания обикновено публикуват кратка поезия, есета, рецензии на книги и понякога изкуство и фотография. Някои списания се специализират само в поезията, други публикуват само истории. Фокусът може да варира от основна литература до конкретни теми като природата или политиката.